# Aire d'attraction de Soissons
L'aire d'attraction de Soissons est une aire d'attraction des Hauts-de-France, centrée sur la ville de Soissons.
Elle est un zonage d'étude défini par l'Insee pour caractériser l'influence de la commune de Soissons sur les communes environnantes. Publiée en octobre 2020, elle se substitue à l'aire urbaine de Soissons, dont le dernier zonage remontait à 2010.

## Définition
L'aire d'attraction d'une ville est composée d'un pôle, défini à partir de critères de population et d’emploi ainsi que d’une couronne constituée des communes dont au moins 15 % des actifs travaillent dans le pôle. Le pôle d'attraction constitue ainsi un point de convergence des déplacements domicile-travail,.

## Type et composition
L'aire de Soissons est une aire départementale qui comporte 92 communes. Soissons en est la commune-centre.
Elle est catégorisée dans les aires de 50 000 à moins de 200 000 habitants, une catégorie qui regroupe 29,4 % de la population des Hauts-de-France et 12,2 % au niveau national. L'aire d'attraction de Soissons est la 17e aire régionale des Hauts-de-France, représentant 1,2 % de la population régionale.

### Carte

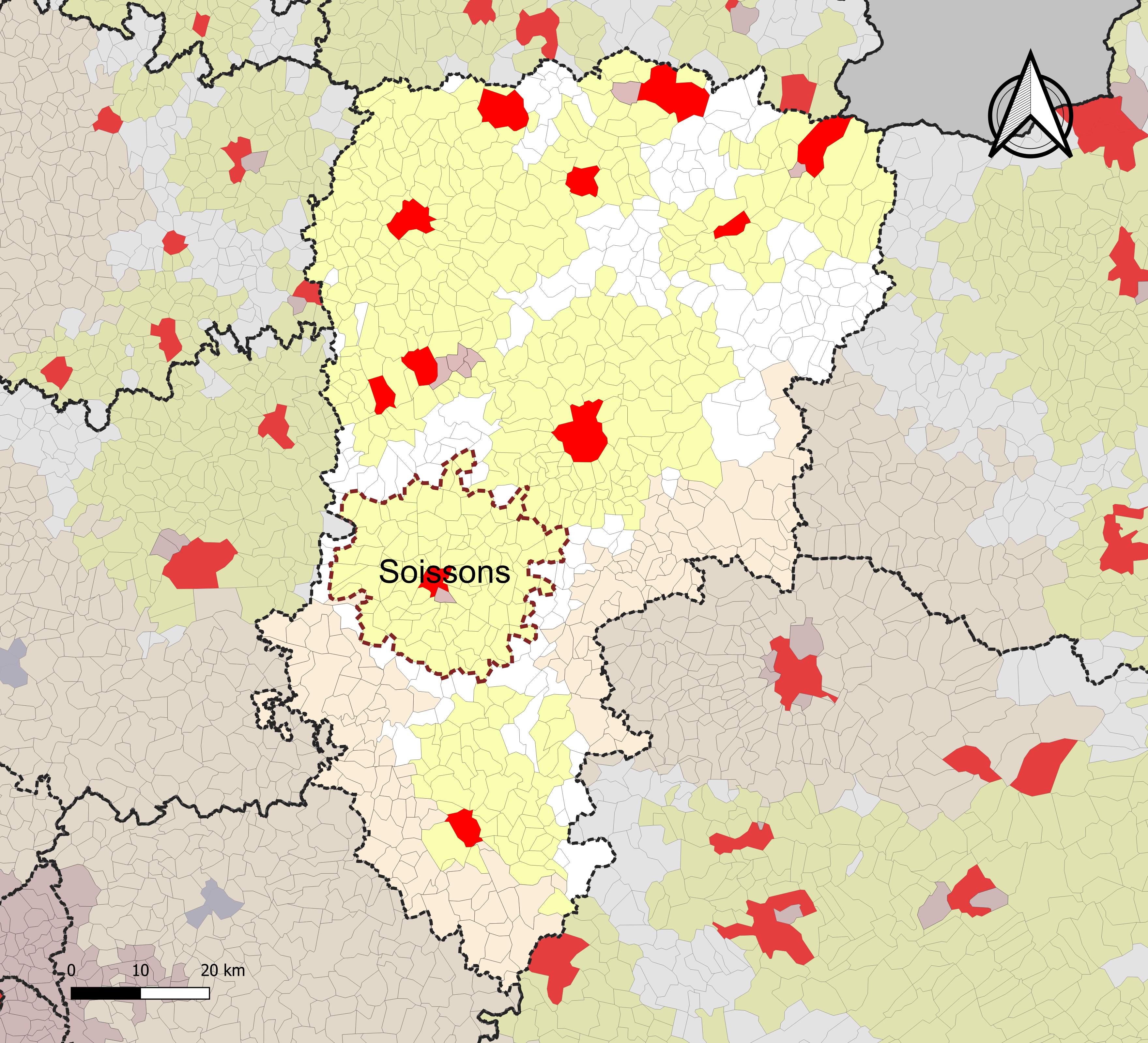
Carte de localisation l'aire d'attraction de Soissons dans le département de l'Aisne.

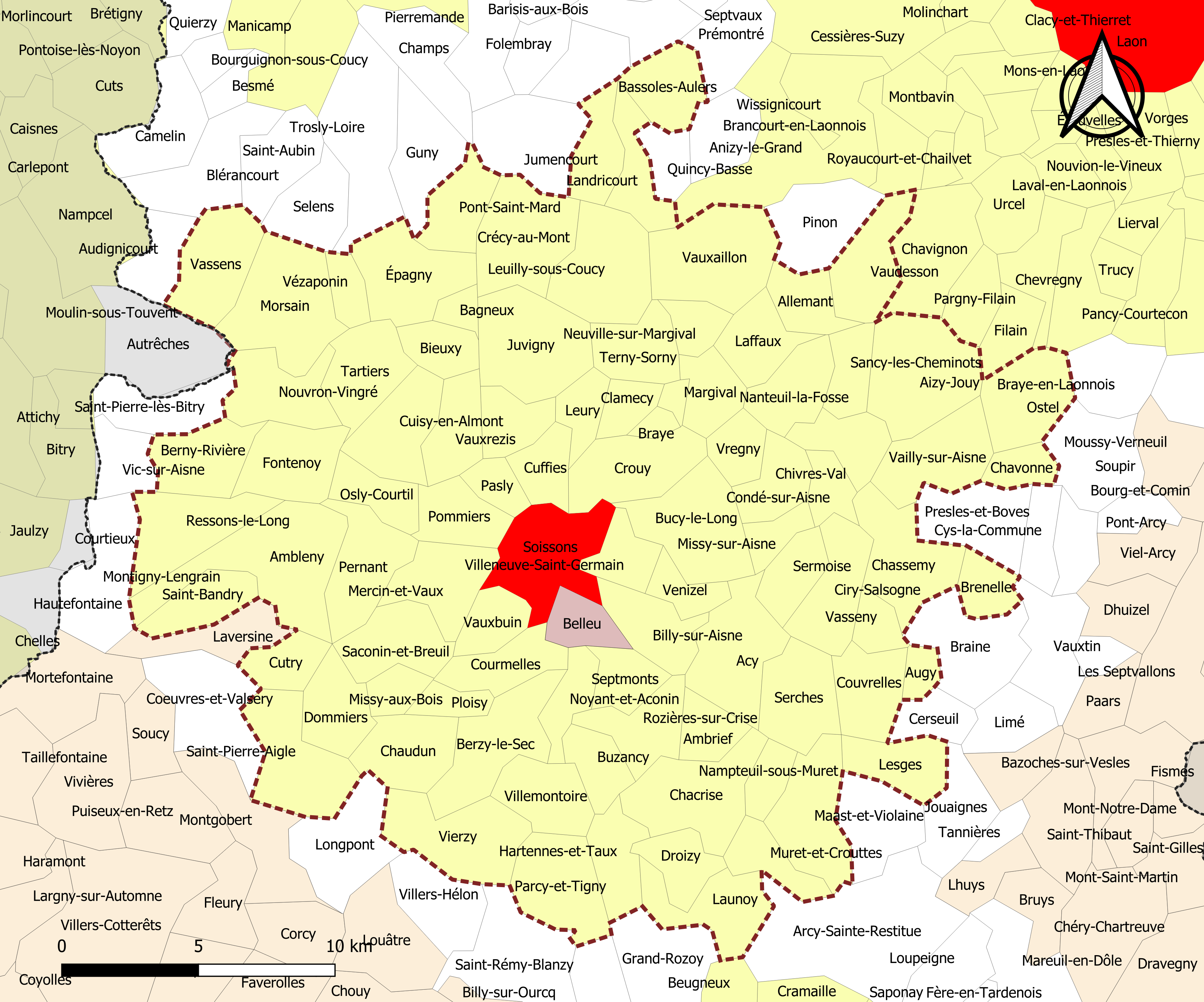
Carte de l'aire d'attraction de Soissons.
Commune-centre
Commune du pôle principal
Commune de la couronne

### Composition communale
Les 92 communes de l'aire attractive de Soissons et leur population municipale en 2022 : 
| Nom                       | Code Insee | Département | Statut                    | Superficie (km2) | Population (dernière pop. légale) | Densité (hab./km2) | Modifier                                    |
| ------------------------- | ---------- | ----------- | ------------------------- | ---------------- | --------------------------------- | ------------------ | ------------------------------------------- |
| Soissons (commune-centre) | 02722      | Aisne       | commune-centre            | 12,32            | 28 667 (2022)                     | 2 327              | modifier les données · modifier les données |
| Acy                       | 02003      | Aisne       | commune de la couronne    | 11,67            | 1 013 (2022)                      | 87                 | modifier les données · modifier les données |
| Aizy-Jouy                 | 02008      | Aisne       | commune de la couronne    | 14,63            | 308 (2022)                        | 21                 | modifier les données · modifier les données |
| Allemant                  | 02010      | Aisne       | commune de la couronne    | 5,13             | 166 (2022)                        | 32                 | modifier les données · modifier les données |
| Ambleny                   | 02011      | Aisne       | commune de la couronne    | 17,32            | 1 203 (2022)                      | 69                 | modifier les données · modifier les données |
| Ambrief                   | 02012      | Aisne       | commune de la couronne    | 4,50             | 81 (2022)                         | 18                 | modifier les données · modifier les données |
| Augy                      | 02036      | Aisne       | commune de la couronne    | 2,60             | 68 (2022)                         | 26                 | modifier les données · modifier les données |
| Bagneux                   | 02043      | Aisne       | commune de la couronne    | 2,21             | 62 (2022)                         | 28                 | modifier les données · modifier les données |
| Bassoles-Aulers           | 02052      | Aisne       | commune de la couronne    | 7,03             | 130 (2022)                        | 18                 | modifier les données · modifier les données |
| Belleu                    | 02064      | Aisne       | commune du pôle principal | 4,53             | 3 624 (2022)                      | 800                | modifier les données · modifier les données |
| Berny-Rivière             | 02071      | Aisne       | commune de la couronne    | 7,87             | 633 (2022)                        | 80                 | modifier les données · modifier les données |
| Bernoy-le-Château         | 02564      | Aisne       | commune de la couronne    | 16,29            | 840 (2022)                        | 52                 | modifier les données · modifier les données |
| Bieuxy                    | 02087      | Aisne       | commune de la couronne    | 4,50             | 34 (2022)                         | 7,6                | modifier les données · modifier les données |
| Billy-sur-Aisne           | 02089      | Aisne       | commune de la couronne    | 7,47             | 1 141 (2022)                      | 153                | modifier les données · modifier les données |
| Braye                     | 02118      | Aisne       | commune de la couronne    | 1,34             | 130 (2022)                        | 97                 | modifier les données · modifier les données |
| Brenelle                  | 02120      | Aisne       | commune de la couronne    | 4,34             | 194 (2022)                        | 45                 | modifier les données · modifier les données |
| Bucy-le-Long              | 02131      | Aisne       | commune de la couronne    | 12,86            | 1 915 (2022)                      | 149                | modifier les données · modifier les données |
| Buzancy                   | 02138      | Aisne       | commune de la couronne    | 4,75             | 183 (2022)                        | 39                 | modifier les données · modifier les données |
| Celles-sur-Aisne          | 02148      | Aisne       | commune de la couronne    | 6,16             | 252 (2022)                        | 41                 | modifier les données · modifier les données |
| Chacrise                  | 02154      | Aisne       | commune de la couronne    | 12,74            | 367 (2022)                        | 29                 | modifier les données · modifier les données |
| Chassemy                  | 02167      | Aisne       | commune de la couronne    | 10,85            | 898 (2022)                        | 83                 | modifier les données · modifier les données |
| Chaudun                   | 02172      | Aisne       | commune de la couronne    | 8,52             | 244 (2022)                        | 29                 | modifier les données · modifier les données |
| Chavigny                  | 02175      | Aisne       | commune de la couronne    | 5,28             | 159 (2022)                        | 30                 | modifier les données · modifier les données |
| Chavonne                  | 02176      | Aisne       | commune de la couronne    | 3,62             | 210 (2022)                        | 58                 | modifier les données · modifier les données |
| Chivres-Val               | 02190      | Aisne       | commune de la couronne    | 5,54             | 532 (2022)                        | 96                 | modifier les données · modifier les données |
| Ciry-Salsogne             | 02195      | Aisne       | commune de la couronne    | 8,95             | 892 (2022)                        | 100                | modifier les données · modifier les données |
| Clamecy                   | 02198      | Aisne       | commune de la couronne    | 3,40             | 238 (2022)                        | 70                 | modifier les données · modifier les données |
| Condé-sur-Aisne           | 02210      | Aisne       | commune de la couronne    | 3,73             | 358 (2022)                        | 96                 | modifier les données · modifier les données |
| Courmelles                | 02226      | Aisne       | commune de la couronne    | 6,76             | 1 831 (2022)                      | 271                | modifier les données · modifier les données |
| Couvrelles                | 02230      | Aisne       | commune de la couronne    | 7,50             | 177 (2022)                        | 24                 | modifier les données · modifier les données |
| Crécy-au-Mont             | 02236      | Aisne       | commune de la couronne    | 11,83            | 323 (2022)                        | 27                 | modifier les données · modifier les données |
| Crouy                     | 02243      | Aisne       | commune de la couronne    | 10,38            | 3 041 (2022)                      | 293                | modifier les données · modifier les données |
| Cuffies                   | 02245      | Aisne       | commune de la couronne    | 5,02             | 1 760 (2022)                      | 351                | modifier les données · modifier les données |
| Cuisy-en-Almont           | 02253      | Aisne       | commune de la couronne    | 9,17             | 358 (2022)                        | 39                 | modifier les données · modifier les données |
| Cutry                     | 02254      | Aisne       | commune de la couronne    | 4,79             | 126 (2022)                        | 26                 | modifier les données · modifier les données |
| Dommiers                  | 02267      | Aisne       | commune de la couronne    | 7,24             | 306 (2022)                        | 42                 | modifier les données · modifier les données |
| Droizy                    | 02272      | Aisne       | commune de la couronne    | 5,42             | 75 (2022)                         | 14                 | modifier les données · modifier les données |
| Épagny                    | 02277      | Aisne       | commune de la couronne    | 11,00            | 339 (2022)                        | 31                 | modifier les données · modifier les données |
| Fontenoy                  | 02326      | Aisne       | commune de la couronne    | 9,03             | 470 (2022)                        | 52                 | modifier les données · modifier les données |
| Hartennes-et-Taux         | 02372      | Aisne       | commune de la couronne    | 6,31             | 341 (2022)                        | 54                 | modifier les données · modifier les données |
| Jumencourt                | 02395      | Aisne       | commune de la couronne    | 6,20             | 126 (2022)                        | 20                 | modifier les données · modifier les données |
| Juvigny                   | 02398      | Aisne       | commune de la couronne    | 13,85            | 286 (2022)                        | 21                 | modifier les données · modifier les données |
| Laffaux                   | 02400      | Aisne       | commune de la couronne    | 6,76             | 154 (2022)                        | 23                 | modifier les données · modifier les données |
| Landricourt               | 02406      | Aisne       | commune de la couronne    | 5,83             | 129 (2022)                        | 22                 | modifier les données · modifier les données |
| Launoy                    | 02412      | Aisne       | commune de la couronne    | 9,10             | 98 (2022)                         | 11                 | modifier les données · modifier les données |
| Lesges                    | 02421      | Aisne       | commune de la couronne    | 6,65             | 84 (2022)                         | 13                 | modifier les données · modifier les données |
| Leuilly-sous-Coucy        | 02423      | Aisne       | commune de la couronne    | 12,69            | 445 (2022)                        | 35                 | modifier les données · modifier les données |
| Leury                     | 02424      | Aisne       | commune de la couronne    | 3,69             | 102 (2022)                        | 28                 | modifier les données · modifier les données |
| Maast-et-Violaine         | 02447      | Aisne       | commune de la couronne    | 10,96            | 133 (2022)                        | 12                 | modifier les données · modifier les données |
| Margival                  | 02464      | Aisne       | commune de la couronne    | 5,47             | 369 (2022)                        | 67                 | modifier les données · modifier les données |
| Mercin-et-Vaux            | 02477      | Aisne       | commune de la couronne    | 7,77             | 945 (2022)                        | 122                | modifier les données · modifier les données |
| Missy-aux-Bois            | 02485      | Aisne       | commune de la couronne    | 3,04             | 98 (2022)                         | 32                 | modifier les données · modifier les données |
| Missy-sur-Aisne           | 02487      | Aisne       | commune de la couronne    | 3,25             | 628 (2022)                        | 193                | modifier les données · modifier les données |
| Morsain                   | 02527      | Aisne       | commune de la couronne    | 14,34            | 467 (2022)                        | 33                 | modifier les données · modifier les données |
| Muret-et-Crouttes         | 02533      | Aisne       | commune de la couronne    | 5,24             | 111 (2022)                        | 21                 | modifier les données · modifier les données |
| Nampteuil-sous-Muret      | 02536      | Aisne       | commune de la couronne    | 3,38             | 93 (2022)                         | 28                 | modifier les données · modifier les données |
| Nanteuil-la-Fosse         | 02537      | Aisne       | commune de la couronne    | 7,36             | 196 (2022)                        | 27                 | modifier les données · modifier les données |
| Neuville-sur-Margival     | 02551      | Aisne       | commune de la couronne    | 3,65             | 114 (2022)                        | 31                 | modifier les données · modifier les données |
| Nouvron-Vingré            | 02562      | Aisne       | commune de la couronne    | 9,25             | 197 (2022)                        | 21                 | modifier les données · modifier les données |
| Osly-Courtil              | 02576      | Aisne       | commune de la couronne    | 5,23             | 325 (2022)                        | 62                 | modifier les données · modifier les données |
| Ostel                     | 02577      | Aisne       | commune de la couronne    | 9,10             | 91 (2022)                         | 10                 | modifier les données · modifier les données |
| Parcy-et-Tigny            | 02585      | Aisne       | commune de la couronne    | 10,59            | 247 (2022)                        | 23                 | modifier les données · modifier les données |
| Pasly                     | 02593      | Aisne       | commune de la couronne    | 3,02             | 1 061 (2022)                      | 351                | modifier les données · modifier les données |
| Pernant                   | 02598      | Aisne       | commune de la couronne    | 9,83             | 683 (2022)                        | 69                 | modifier les données · modifier les données |
| Ploisy                    | 02607      | Aisne       | commune de la couronne    | 2,87             | 97 (2022)                         | 34                 | modifier les données · modifier les données |
| Pommiers                  | 02610      | Aisne       | commune de la couronne    | 6,69             | 738 (2022)                        | 110                | modifier les données · modifier les données |
| Pont-Saint-Mard           | 02616      | Aisne       | commune de la couronne    | 6,79             | 185 (2022)                        | 27                 | modifier les données · modifier les données |
| Ressons-le-Long           | 02643      | Aisne       | commune de la couronne    | 10,55            | 780 (2022)                        | 74                 | modifier les données · modifier les données |
| Rozières-sur-Crise        | 02663      | Aisne       | commune de la couronne    | 7,32             | 234 (2022)                        | 32                 | modifier les données · modifier les données |
| Saconin-et-Breuil         | 02667      | Aisne       | commune de la couronne    | 8,53             | 197 (2022)                        | 23                 | modifier les données · modifier les données |
| Saint-Bandry              | 02672      | Aisne       | commune de la couronne    | 6,02             | 240 (2022)                        | 40                 | modifier les données · modifier les données |
| Saint-Pierre-Aigle        | 02687      | Aisne       | commune de la couronne    | 12,02            | 332 (2022)                        | 28                 | modifier les données · modifier les données |
| Sancy-les-Cheminots       | 02698      | Aisne       | commune de la couronne    | 4,53             | 98 (2022)                         | 22                 | modifier les données · modifier les données |
| Septmonts                 | 02706      | Aisne       | commune de la couronne    | 4,80             | 571 (2022)                        | 119                | modifier les données · modifier les données |
| Serches                   | 02711      | Aisne       | commune de la couronne    | 9,10             | 277 (2022)                        | 30                 | modifier les données · modifier les données |
| Sermoise                  | 02714      | Aisne       | commune de la couronne    | 5,51             | 347 (2022)                        | 63                 | modifier les données · modifier les données |
| Tartiers                  | 02736      | Aisne       | commune de la couronne    | 8,89             | 165 (2022)                        | 19                 | modifier les données · modifier les données |
| Terny-Sorny               | 02739      | Aisne       | commune de la couronne    | 7,07             | 326 (2022)                        | 46                 | modifier les données · modifier les données |
| Vailly-sur-Aisne          | 02758      | Aisne       | commune de la couronne    | 9,97             | 2 019 (2022)                      | 203                | modifier les données · modifier les données |
| Vassens                   | 02762      | Aisne       | commune de la couronne    | 9,87             | 171 (2022)                        | 17                 | modifier les données · modifier les données |
| Vasseny                   | 02763      | Aisne       | commune de la couronne    | 3,18             | 204 (2022)                        | 64                 | modifier les données · modifier les données |
| Vaudesson                 | 02766      | Aisne       | commune de la couronne    | 8,42             | 238 (2022)                        | 28                 | modifier les données · modifier les données |
| Vauxrezis                 | 02767      | Aisne       | commune de la couronne    | 6,54             | 325 (2022)                        | 50                 | modifier les données · modifier les données |
| Vauxaillon                | 02768      | Aisne       | commune de la couronne    | 13,77            | 504 (2022)                        | 37                 | modifier les données · modifier les données |
| Vauxbuin                  | 02770      | Aisne       | commune de la couronne    | 5,00             | 771 (2022)                        | 154                | modifier les données · modifier les données |
| Venizel                   | 02780      | Aisne       | commune de la couronne    | 3,71             | 1 333 (2022)                      | 359                | modifier les données · modifier les données |
| Vézaponin                 | 02793      | Aisne       | commune de la couronne    | 3,18             | 114 (2022)                        | 36                 | modifier les données · modifier les données |
| Vierzy                    | 02799      | Aisne       | commune de la couronne    | 12,73            | 378 (2022)                        | 30                 | modifier les données · modifier les données |
| Villemontoire             | 02804      | Aisne       | commune de la couronne    | 7,65             | 210 (2022)                        | 27                 | modifier les données · modifier les données |
| Villeneuve-Saint-Germain  | 02805      | Aisne       | commune de la couronne    | 4,54             | 2 585 (2022)                      | 569                | modifier les données · modifier les données |
| Vregny                    | 02828      | Aisne       | commune de la couronne    | 4,50             | 90 (2022)                         | 20                 | modifier les données · modifier les données |
| Vuillery                  | 02829      | Aisne       | commune de la couronne    | 1,09             | 43 (2022)                         | 39                 | modifier les données · modifier les données |